# 钛酸锌
钛酸锌或偏钛酸锌是一种无机化合物，化学式为ZnTiO3，是锌的钛酸盐之一，具有钙钛矿结构。它可由过氧钛酸锌（Zn2[Ti2O2(O2)2(OH)4]·2H2O）的热分解制得。它可用于有机染料（如亚甲基蓝）降解的光催化剂。